# 파인드바이
파인드바이는 우체국, 한국국토지리정보원의 한국지역정보개발원 등 공개 정보를 활용하여 공개한 대한민국 웹사이트다. 찾기 쉽게 만들어진 우편주소 검색 기능을 제공한다. 2023년도에 개설되어 약 680만개의 한국의 도로명주소 기반의 우편번호를 책처럼 색인화 하였다. 

## 특징
장애인을 위한 주소문자는 국립국어원의 점자정보 기반을 바탕으로 하였다. 장애인을 위한 TTS 기반의 주소 듣기 기능, 우편주소지의 지도와 거리뷰 보기, 주소지를 바릴문자로 표기(점자주소 표기)하여 공개중이다. 점자의 기준은 위키백과에 사진 업로드를 할 때 미리 카메라에 기재된 경위도 정보(exif)가 필터나 재편집에 의해 지워졌을 때 지도의 경위도 입력을 하기 편리하게 복사, 붙여넣기 기능이 존재한다. 우편주소지의 상세 주소에 유관 인근시설 또한 표현한다. 로마자로 건물명을 표기해 두었다. 우편번호 기반의 주소를 기준으로 표현하는 점이 특징이며, 국문과 영문 웹이 나누어져 있다. 
여러 주소지에 해당하는 주소를 국문, 영문 등을 CSV로 변환해서 다운로드 할 수도 있다. 

## 연혁
- 2023.10.19 국문 웹사이트 오픈[1]
- 2023.12.31 영문 웹사이트 오픈
- 2024.04 점자 우편번호 업데이트(점사랑 4.0 기반)
- 2024.09.01 네이버 지도 영문 병기

## 같이 보기
- 도로명주소
- 우편번호
- 우체국